# Рудник Бельв'ю
Рудник Бельв'ю (Belelvue) – гірничодобувний майданчик на заході Австралії.
Родовище золота в районі Бельв'ю виявили у 1895 році кілька старателей, що видобули тут певну кількість алювіального золота. Далі вони продали свої права створеній в 1896 році компанії Bellevue Proprietary Ltd, що узялась за організацію повноцінної розробки корінних порід (втім, також відомо про існування чотирьох неглибоких кар’єрів, що виникли в 1890-х роках). Проект посувався не без складнощів, так що компанія пройшла через кілька реорганізацій і з 1907-го діяла як Bellevue Ltd.
Роботи велись підземним способом та поширились на глибину до 120 метрів. Всього за період з 1897 по 1907 роки видоубли 212 тисяч тонн руди, що дозволило отримати 3,3 тонни золота, а з 1907 по 1911 роки вилучили 36 тисяч тонн руди та отримали 0,7 тонни золота.
Після закриття копальні в 1912-році вона кілька раз змінювала власників, а в 1923-му належне до неї обладнання продали та вивезли з майданчику. В середині 1930-х відновити роботи пробувала компанія Bellevue Amalgamated NL, а в 1952-му унаслідок короткочасної розробки на Бельв'ю з старої виробітки старателі вилучили кілька сотень тонн руди та майже три десятки кілограмів золота. 
З 1988 по 1997 роки родовище розробляла компанія Beach Petroleum NL. Роботи велись підземним способом та дозволили видобути 1,65 млн тонн руди і отримати 24,9 тонни золота.
У першій половині 2020-х в черговий раз узялись за розробку Бельв'ю. Проект розробки передбачає її ведення протягом 8 років, при цьому більшість запасів буде вилучена підземним способом за допомогою транспортного ухилу, а розташовані неподалік від поверхні частини рудних тіл «Tribune» та «Vanguard» відпрацюють відкритим способом. Запаси оцінили у 6,8 млн тонн руди, що містить 42 тонни золота (крім того, ресурси оцінюються у понад 50 тонн). Підземний видобуток стартував в травні 2022-го, а в квітні 2023-го запустили кар’єр «Vanguard». В межах облаштування рудника тут розмістили фабрику з вилучення золота, що використовує технологію «вугілля-в-пульпі» та має річну потужність у 1 млн тонн руди на рік (за потреби може бути легко збільшена до 1,5 млн тонн). Проект реалізовує компанія Golden Spur Resources, за якою стоїть Bellevue Gold.